# Pseudopilanus fernandezianus
Pseudopilanus fernandezianus es una especie de arácnido  del orden Pseudoscorpionida de la familia Chernetidae.

## Distribución geográfica
Se encuentra en el Archipiélago Juan Fernández (Chile).